# Аль-Ислах (журнал)
«Аль-Исла́х» (араб. للإصلاح‎) — общественно-политический джидидистский журнал левых улемов в Туркестанском крае Российской империи. Издателем журнала являлся ташкентский интеллектуал и джадидист Абдурахман Садык огли, имевший псевдоним Сайях (Путешественник).
В основном издавался на узбекском языке, с колонками на персидском и арабском языках. Выходил на свет с 1915 года по 1918 год в Ташкенте. В общей сложности, на свет вышли пять выпусков журнала. Название газеты с арабского языка переводится как Реформа. Был закрыт под давлением властей Российской империи из-за критических статей о положении в Туркестанском крае.